# CadZZilla
Pour les articles homonymes, voir Cadillac.
CadZZilla est une automobile de collection prototype Hot rod de 1996, à base de Cadillac Série 62 Sedanette de 1948. Elle appartient à Billy Gibbons (guitariste leader star du célèbre groupe de blues rock ZZ Top, fondé en 1971 à Houston au Texas). Inspirée de la Kustom Kulture américaine des années 1950, elle participe avec ZZ Top Eliminator, au mythe du groupe culte américain,

## Historique
À la suite de la création de son premier Hot rod ZZ Top Eliminator en 1982, amateur de voitures et de motos personnalisées, Billy Gibbons se fait réaliser ce Hot rod personnalisé en 1996, pour 900 000 dollars, par les designers Larry Ericson et Jack Chisenhall, et par le célèbre préparateur américain de Hot rod Boyd Coddington (1944-2008). 

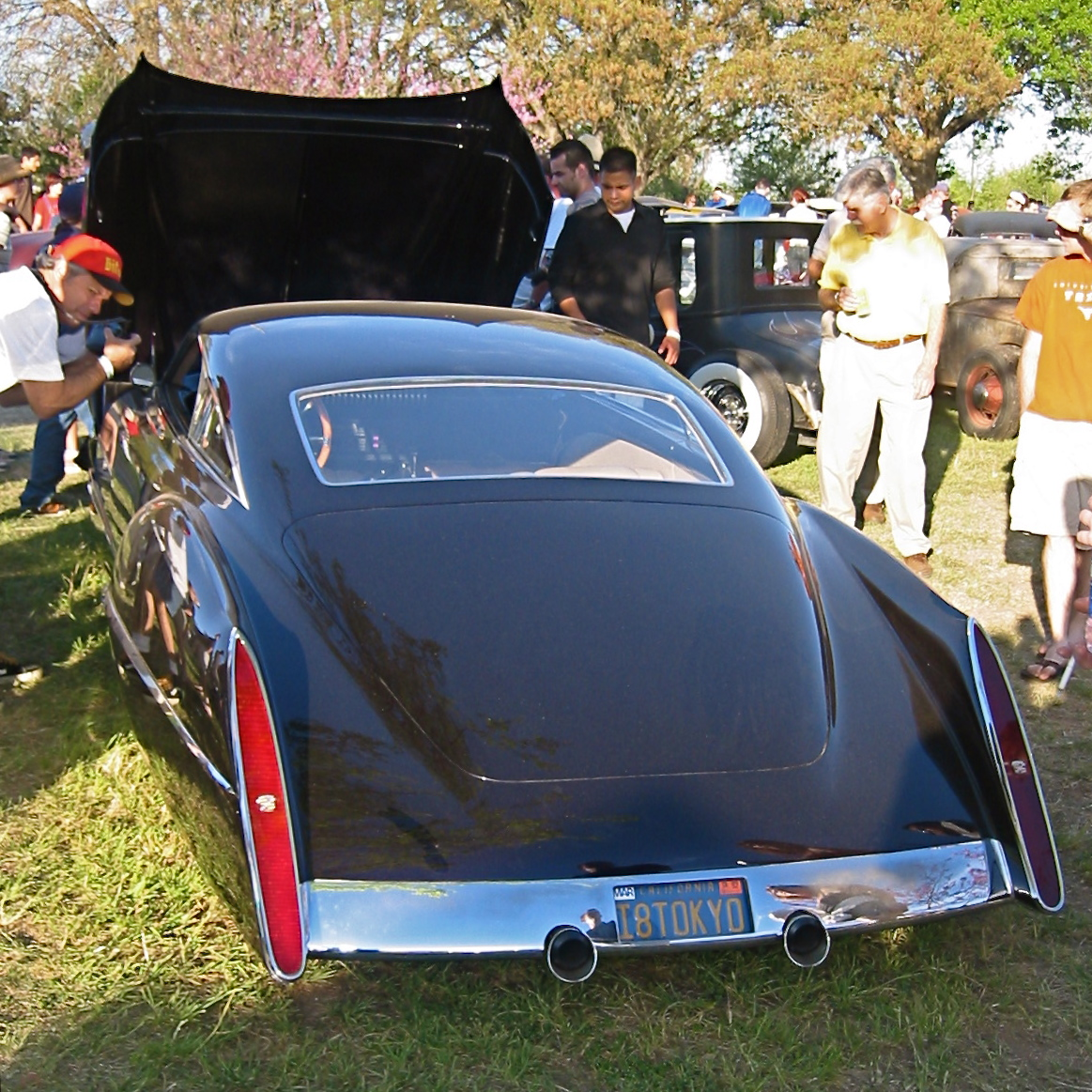
Arrière de cadZZilla
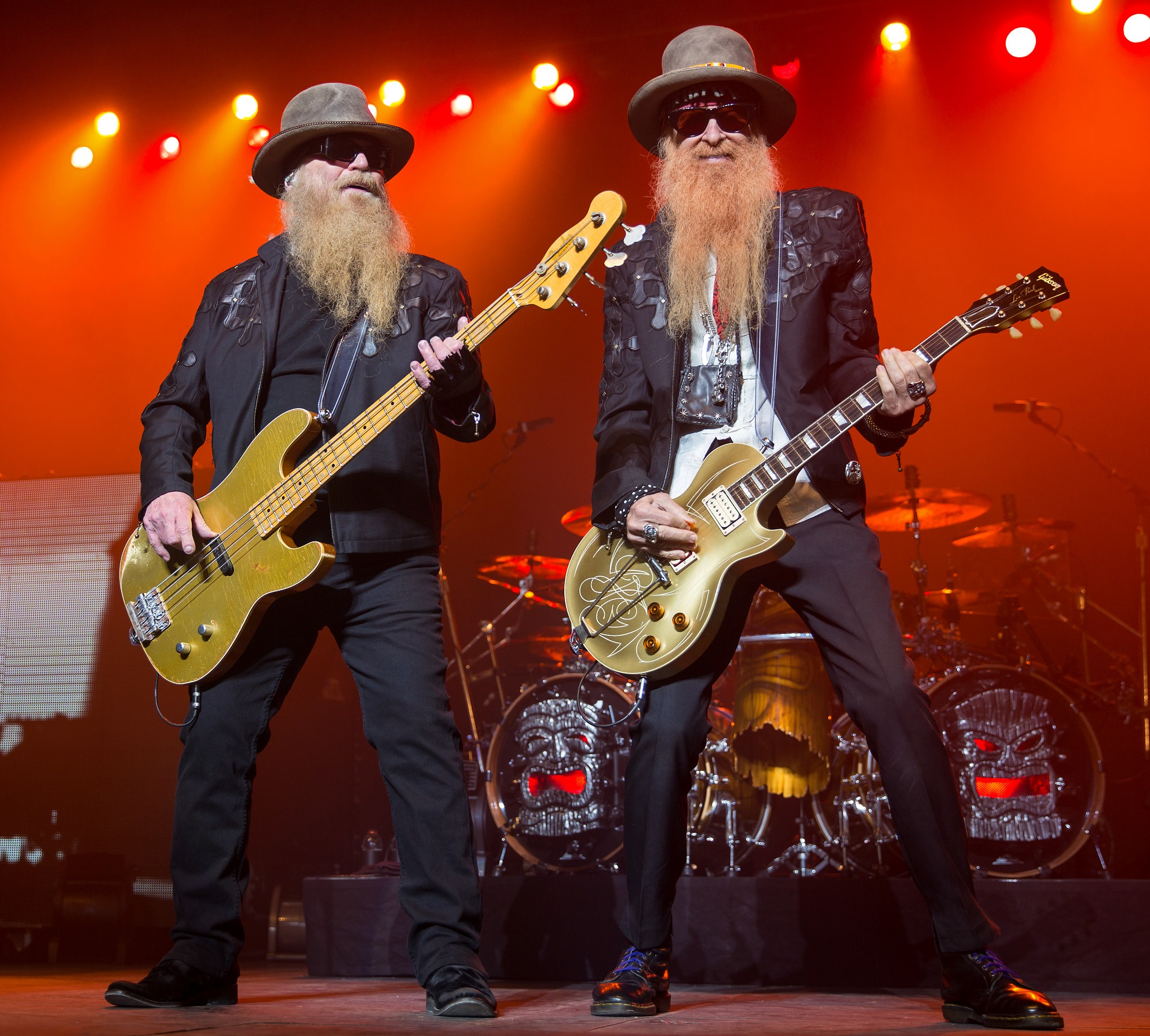
ZZ Top en 2015
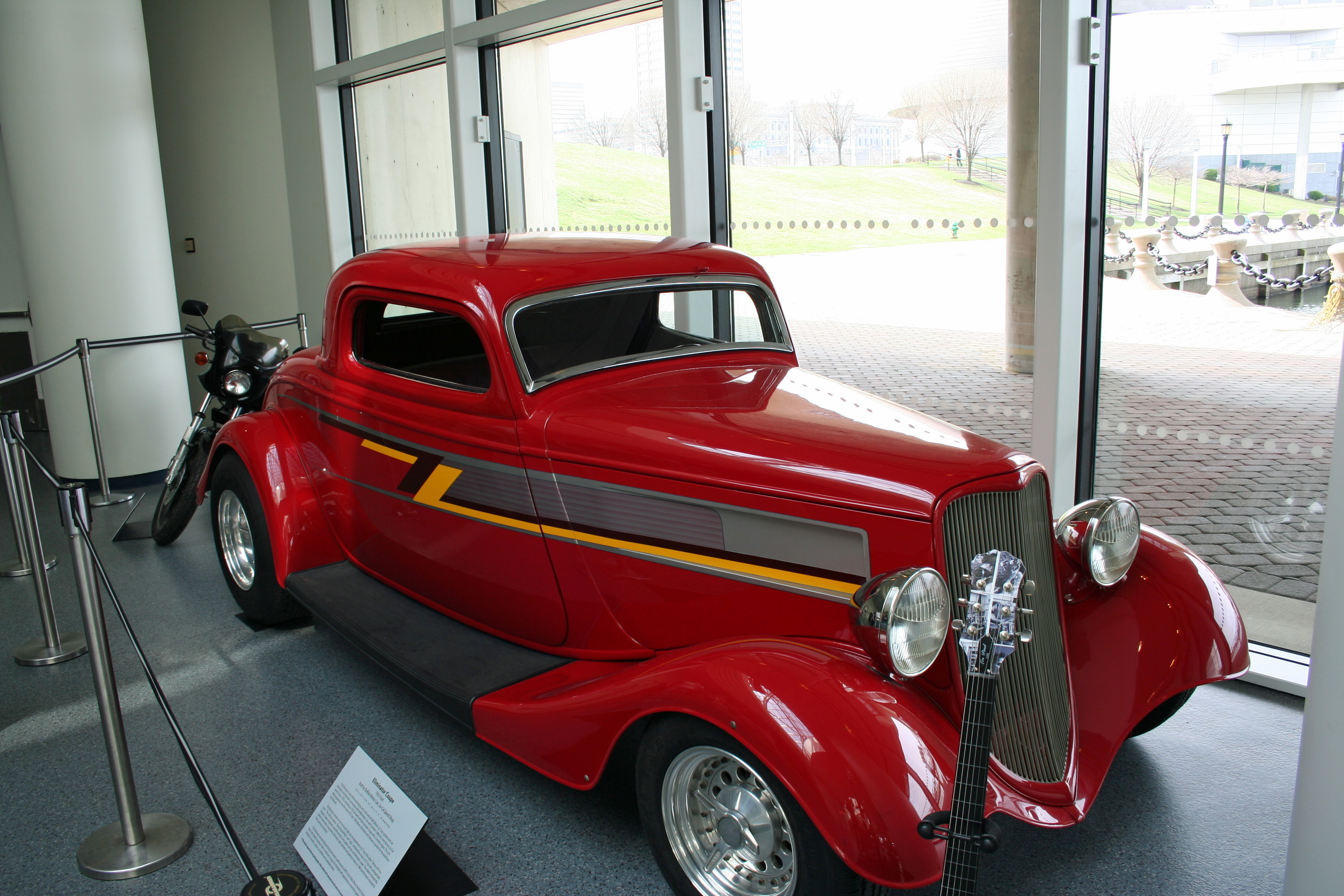
ZZ Top Eliminator, au Rock and Roll Hall of Fame (Ohio)
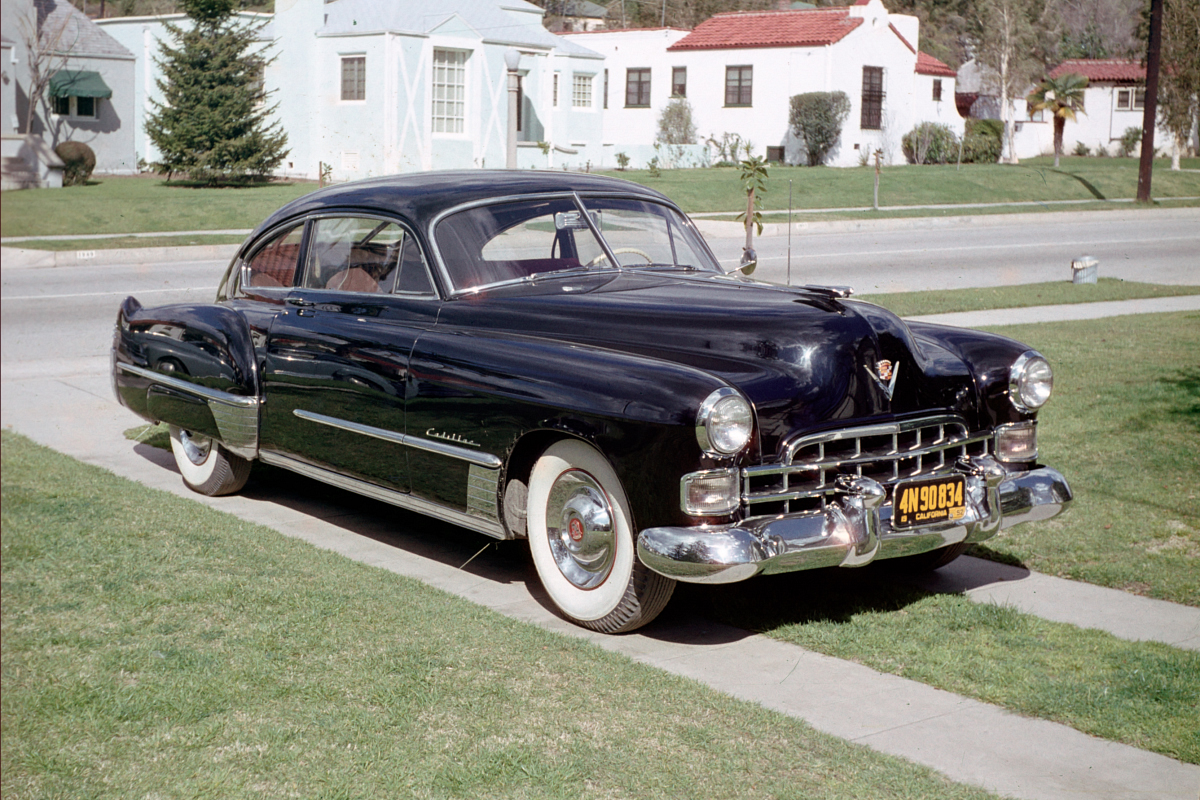
Cadillac Série 62 de 1948

Elle est réalisée sur les bases d'une Cadillac Série 62 Sedanette de 1948 (construite à 4 764 exemplaires), repeinte de plusieurs couches de peinture-émail mauve sombre métallisé, avec tableau de bord Cadillac d'origine restauré et personnalisé, et intérieur en cuir blanc. Elle est motorisée par un moteur V8 Cadillac à double carburateur / injection, d'une puissance de 500 chevaux.
Son nom CadZZilla est une association de Cadillac, ZZ Top, et Godzilla. Elle est immatriculée « I8TOKYO » soit "Je déteste Tokyo" (8 en anglais étant un homonyme phonique du verbe détester) en référence au monstre emblématique du cinéma japonais Godzilla.

## Cinéma et Clip
- 1990 : Doubleback de l'album Recycler (album), apparition dans le clip pour la bande originale du film suivant[3].
- 1990 : Retour vers le futur 3 (apparition avec le groupe ZZ Top, au côté de la DeLorean DMC-12, et de Pin-up du groupe, dans la bande annonce du film)